# ビッグホーン・リバー (中型揚陸艦)
ビッグホーン・リバー (USS Big Horn River, LSMR-402) は、アメリカ海軍の中型揚陸艦。LSM(R)-401級ロケット中型揚陸艦の1隻。艦名はワイオミング州とモンタナ州を流れ、イエローストーン川に流れ込むビッグホーン川に因む。ビッグホーン川のスペルは正しくは「Bighorn River」であるが、「Big Horn River」とミススペルで命名された。

## 艦歴
LSMR-402は1945年1月2日にチャールストン海軍工廠で起工した。1945年1月22日にジョン・L・ハンツマン夫人によって進水し、4月16日に艦長ウォルター・B・マコーン・ジュニア予備役大尉の指揮下就役した。
LSMR-402はバージニア州リトルクリークで整調を行い、続く4週間をチェサピーク湾下方での整調訓練で過ごした。ノーフォーク海軍工廠での整調後修理を5月21日に完了すると、2日後に西海岸に向けて出航した。6月1日にパナマ運河を通過し、13日にカリフォルニア州サンディエゴに到着する。その後の2ヶ月間はサンディエゴ沖での揚陸訓練に費やされた。
LSMR-402は8月12日にサンディエゴを出航し、21日に真珠湾に到着した。続く5週間、ハワイ諸島の様々な場所で揚陸演習を行う。9月29日にオアフ島を出航、10月の第2週にはサンディエゴに到着した。
サンディエゴ到着の5日後にLSMR-402は不活性化のためオレゴン州アストリアに向かった。しかしながら約2週間後、現役を継続するためサンディエゴに帰還するよう指令を受ける。続く14ヶ月間、LSMR-402は活発な活動期間と待機期間を交互にしながら過ごす。結局1948年1月16日に退役し、太平洋予備役艦隊サンディエゴグループの1隻として係留された。1955年8月6日、LSMR-402はビッグホーン・リバー (USS Big Horn River, LSMR-402) と命名された。ビッグホーン・リバーは1958年10月1日に除籍され、その後の消息は不明であるが、おそらくはスクラップとして売却された物と考えられる。

## 参照
- この記事はアメリカ合衆国政府の著作物であるDictionary of American Naval Fighting Shipsに由来する文章を含んでいます。 記事はここで閲覧できます。
- “LSMR-402 / LSMR-402 Big Horn River”. Amphibious Photo Archive. 2014年6月20日閲覧。